# St. Vigilius (Kirchdorf am Haunpold)

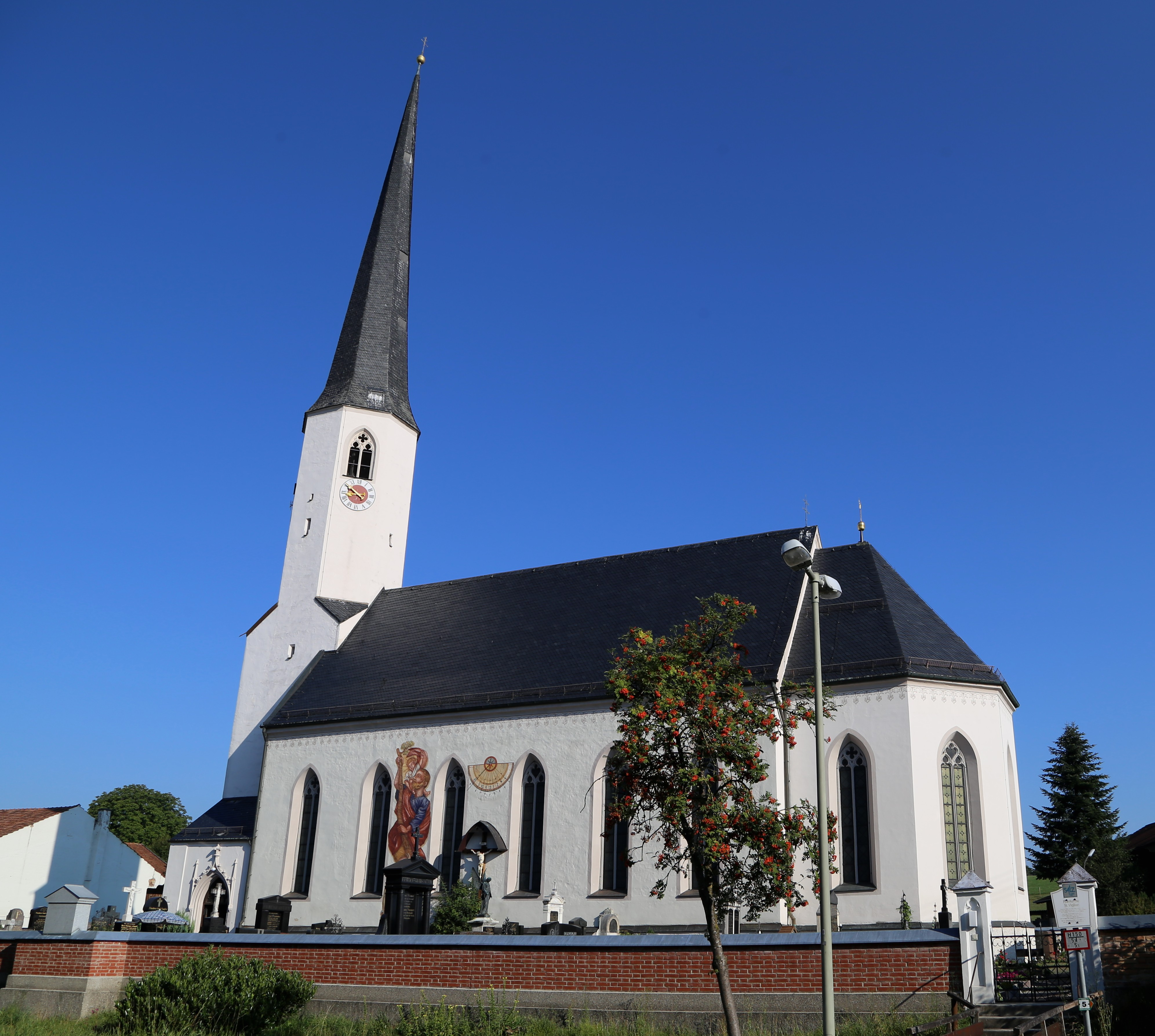
St. Vigilius (Kirchdorf am Haunpold)

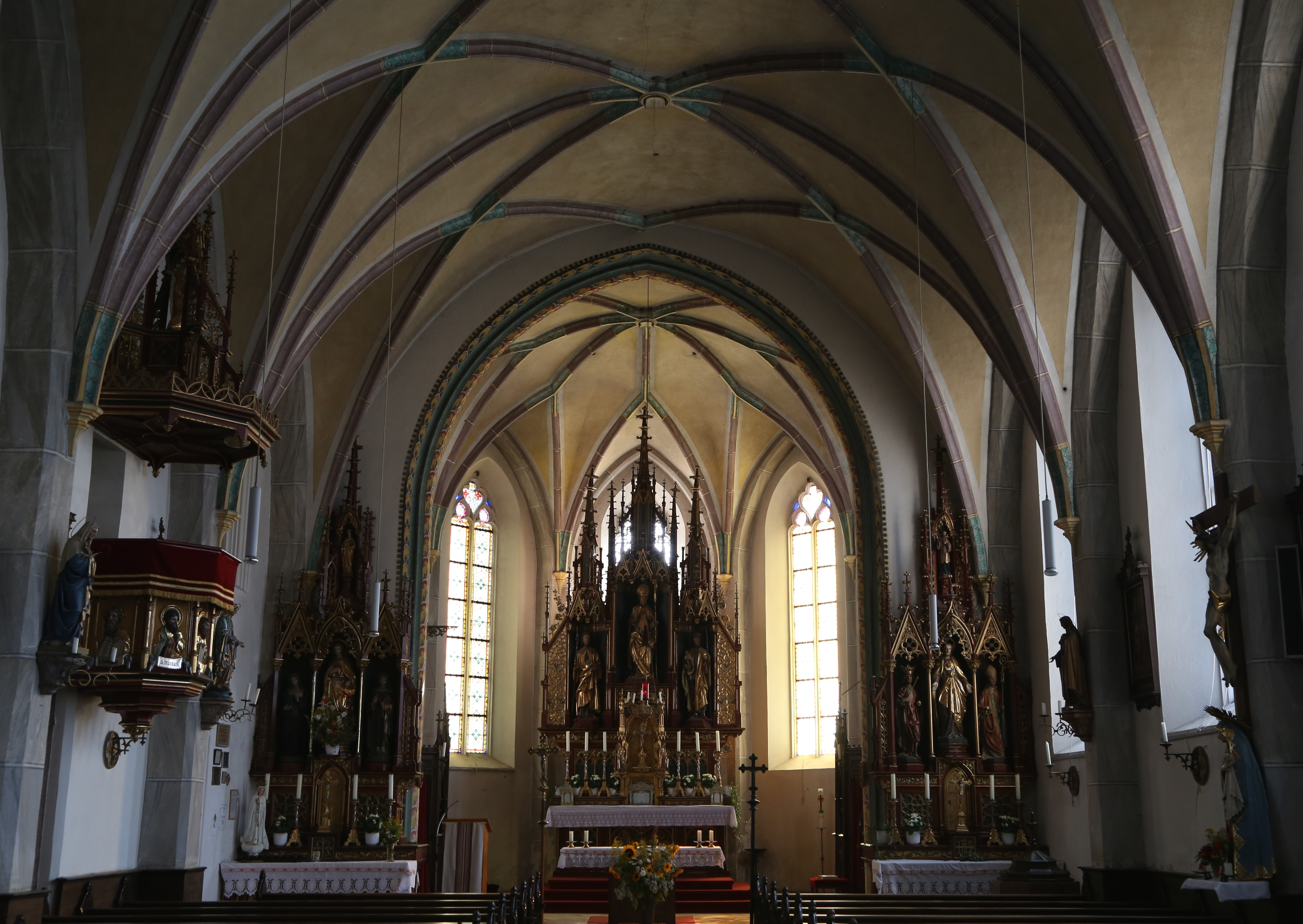
Innenansicht

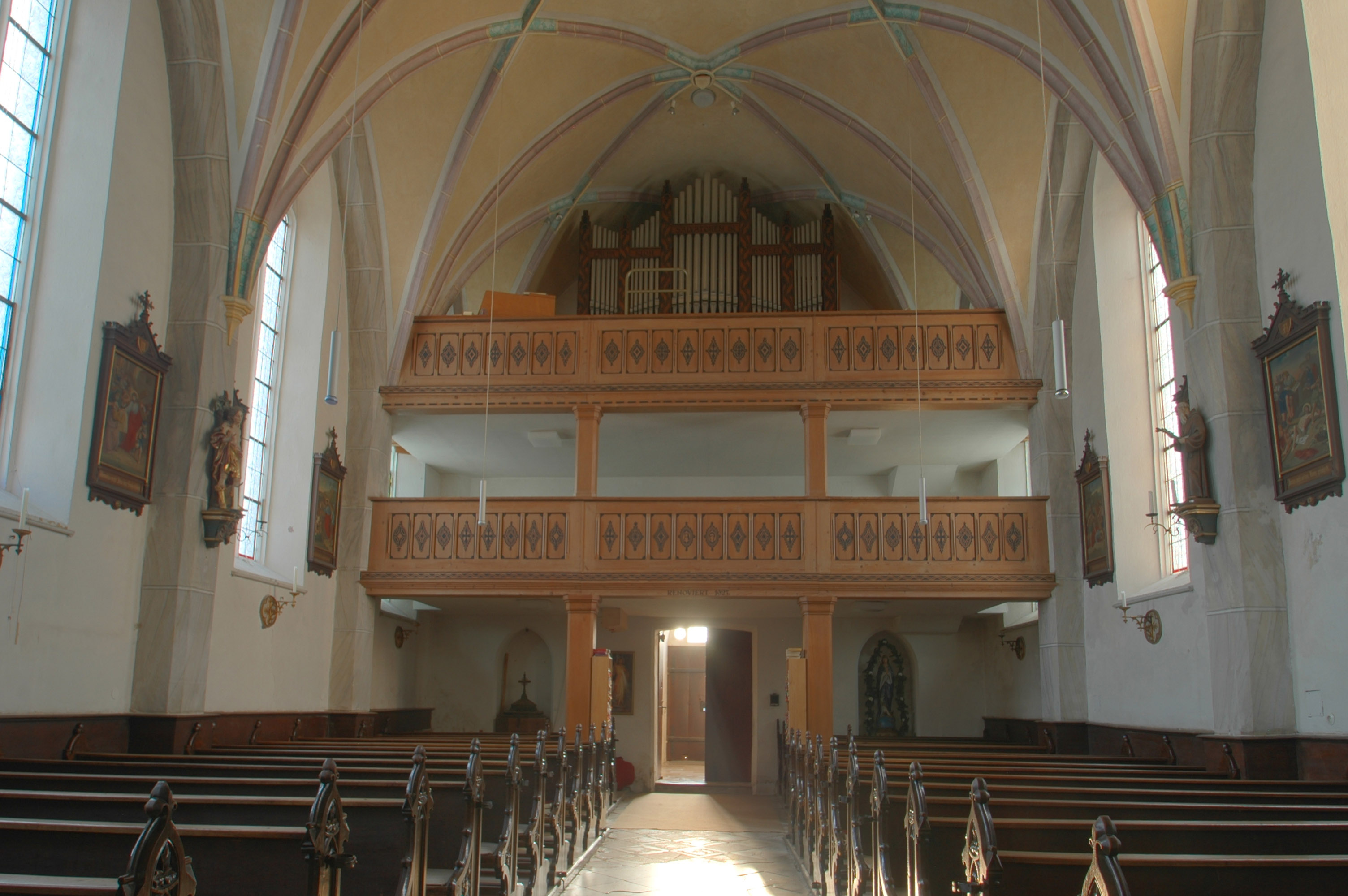
Ansicht nach Westen

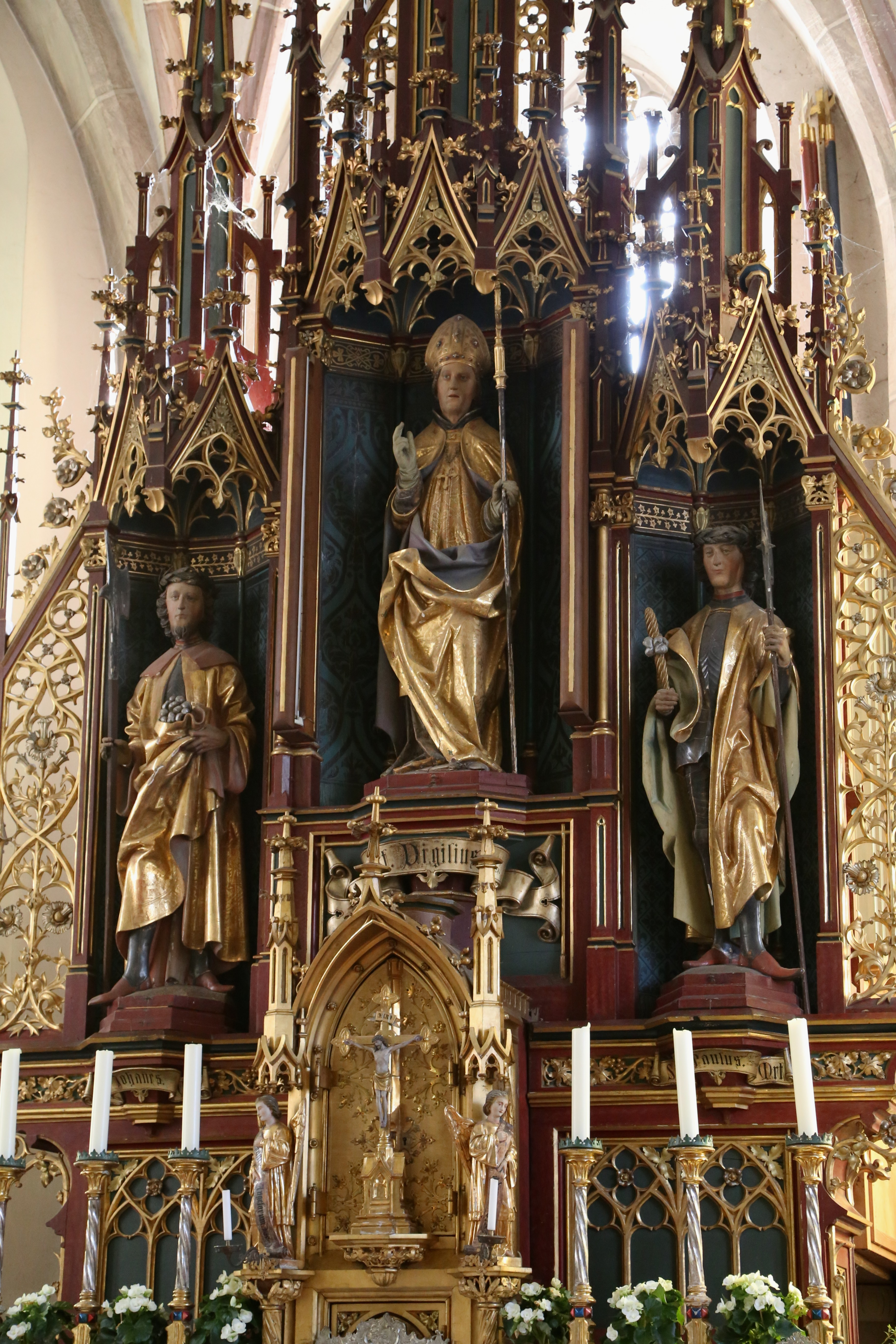
Hauptaltar mit Figuren von Erasmus Grasser

Die römisch-katholische Pfarrkirche St. Vigilius ist eine gotische Saalkirche im Ortsteil Kirchdorf am Haunpold von Bruckmühl im oberbayerischen Landkreis Rosenheim. Sie gehört zur Kirchengemeinde Kirchdorf im Pfarrverband Heufeld-Weihenlinden im  Erzbistum München und Freising.

## Geschichte und Architektur
Die erste hölzerne Kirche wurde in Kirchdorf um das Jahr 1260 erbaut. Im Jahr 1258 wurde sie geweiht und Bischof Egno von Trient erklärte Kirchdorf zur Pfarrei, gehörig zum Kloster Rott am Inn. Im 15. Jahrhundert wurde die Kirche mit Ausnahme des Turms durch einen Brand zerstört.
Die heutige Kirche wurde 1470 durch Hans Holnstainer errichtet, im Jahr 1697 umgestaltet und mit einer Barockausstattung versehen und im Jahr 1875 regotisiert, wobei die Gewölberippen erneuert wurden. 1927 wurde die Kirche mit Emporen verlängert.
Die Kirche ist ein Saalbau zu sechs Jochen mit einem leicht eingezogenen Chor mit dreiseitigem Schluss und einem Westturm mit Spitzhelm. Die Rippengewölbe stützen sich auf Wandvorlagen.

## Ausstattung
Die neugotischen Altäre mit Figuren und die Kanzel wurden bei der Regotisierung im Jahr 1875 geschaffen. Am Hochaltar ist Bischof Vigilius zwischen den Wetterheiligen Johannes und Paulus aus der Zeit um 1500 dargestellt, am südlichen Seitenaltar sind Schnitzfiguren der Heiligen Sigismund und Nikolaus aus der gleichen Zeit zu finden. Alle diese Figuren stammen aus der Werkstatt des Erasmus Grasser.
Ein achteckiger Taufstein aus Rotmarmor entstammt spätgotischer Zeit. An der Langhausnordwand wurde ein großer figürlicher Grabstein für den Baumeister Hans Holnsteiner († 1483) gesetzt. Die Orgel ist ein Werk von Michael Weise aus dem Jahr 1927 mit 18 Registern auf zwei Manualen und Pedal und wurde im September 2008 erneuert.
An der südlichen Außenwand befindet sich eine Grabplatte für Martin Hübl († 1517) und seinen Sohn Oswald († 1516).
An der Langhausnordwand ist ein großer figürlicher Rittergrabstein für Hans Holnstainer († 1483) gesetzt.